# Bahareque

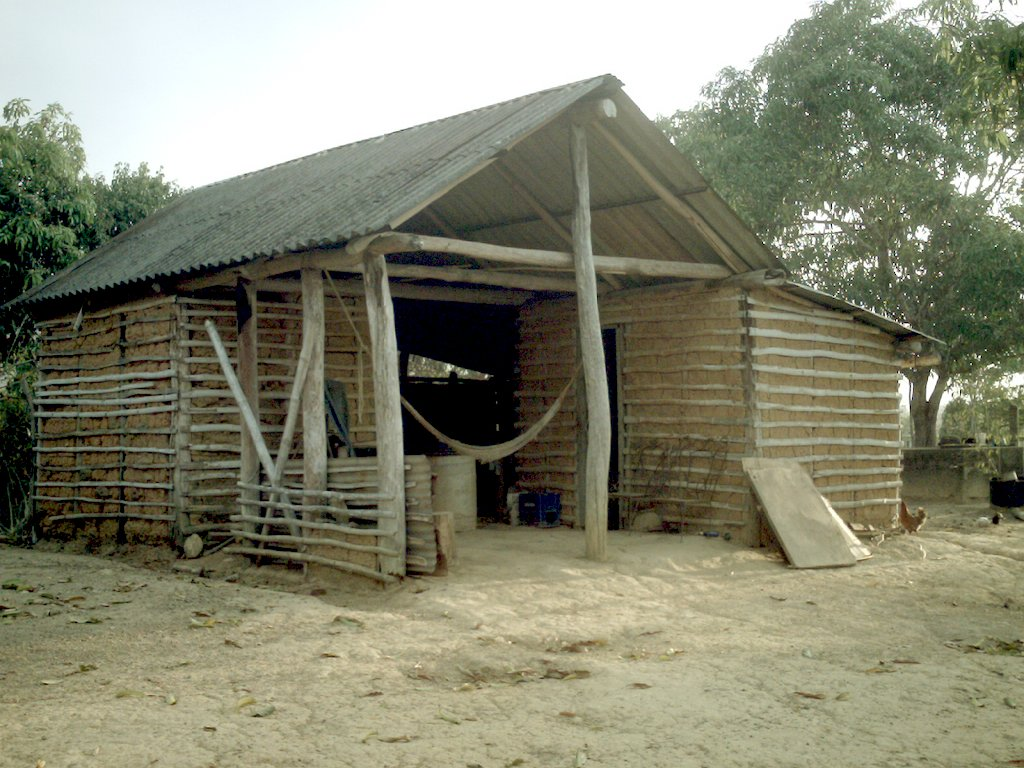
Bauernhof im Llano von Venezuela aus Bahareque

Bahareque, Bareque oder Bajareque ist eine Pfostenhausbauweise, welche präkolumbischen Ursprungs ist und in Lateinamerika vor der Einführung industrieller Bauweisen weit verbreitet war.
Das Gefach oder Klaiben besteht, wie beim europäischen Fachwerkhaus, häufig auch aus Lehm. Als Trägergewebe (Rabitz) des Lehms werden jeweils örtliche vorkommende Materialien verwendet, zum Beispiel Bambus oder Schilfrohr.
In Peru wird ein ähnliches System Quincha genannt. Die Konstruktionsstruktur ist am unverputzten Gebäude sichtbar.